# 데루야마 하야토
데루야마 하야토(일본어: 照山 颯人, 2000년 8월 28일~)는 일본의 축구 선수이다.

## 구단 경력
그는 2019년 J1리그의 베갈타 센다이에 입단했다. 2021년후 J2리그에 강등했다. 2022년 3월 J3리그의 FC 이마바리로 이적했다. 2023년까지 59경기에 출전하여, 4득점을 넣었다. 2024년 J2리그의 이와키 FC로 이적했다. 2024년 7월 V-파렌 나가사키로 이적했다.